# Ribeira da Torre (ribeira no Algarve)
A Ribeira da Torre é um pequeno ribeiro português, com 22,4 km de comprimento, que nasce na Serra de Monchique, vindo a desaguar como afluente no rio Alvor.